# ستيفانيا ماراتشينانو
ستيفانيا ماراتشينانو نطق روماني: ‎[ʃtefaˈni.a mə.rə'ʧi.ne̯a.nu]‏ (18 يونيو 1882- 15 أغسطس 1944) كانت فيزيائية رومانية. عملت مع ماري كوري في دراسة العنصر المسمى بولونيوم موطن كوري. قدمت مقترحات من شأنها أن تؤدي إلى جائزة نوبل لإرين جوليو كوري. اعتقدت ماراتشينانو أن جوليو كوري قد أخذت عملها على النشاط الإشعاعي المستحث للحصول على الجائزة.

### العمل على النشاط الإشعاعي

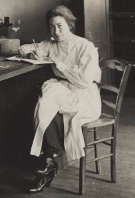
في مختبر كوري عام 1921

## سيرة شخصية

### المنتهى

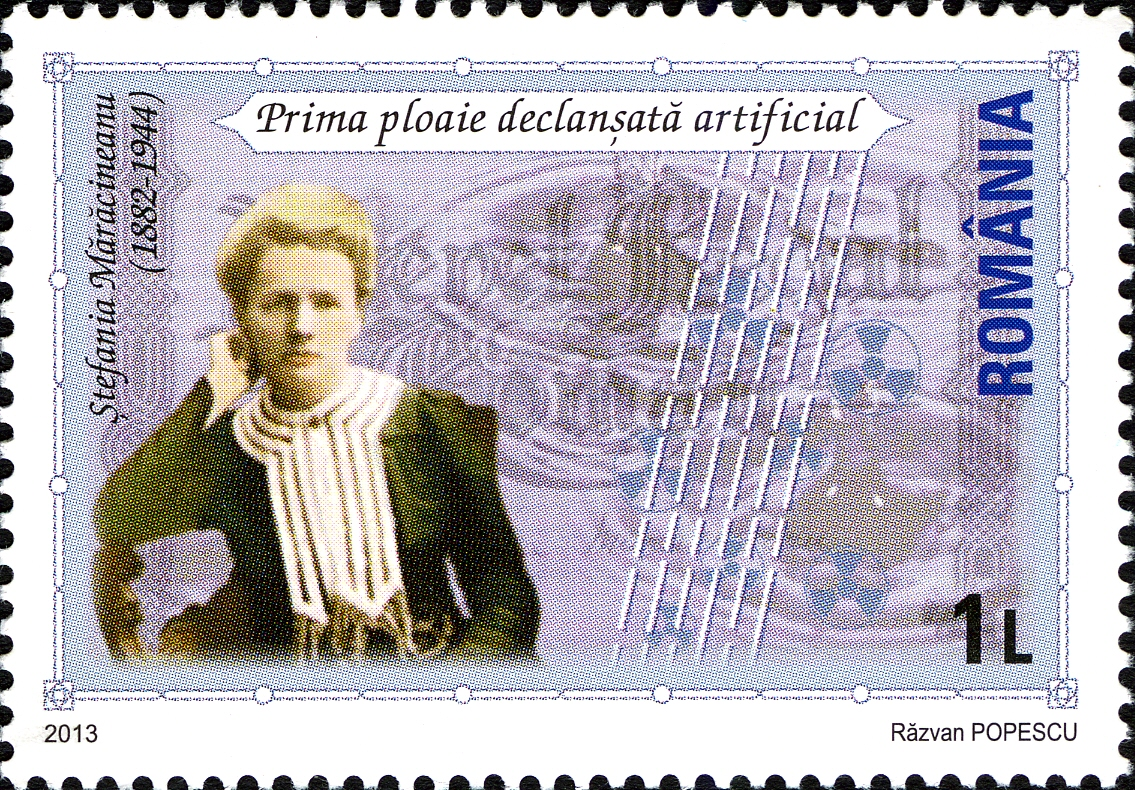
طابع بريدي روماني من 2013. ظهرت صورة خاطئة لماراتشينانو وهي صورة لماري كوري.

تقاعدت ماراتشينانو إلزاميًا عندما بلغت سن الستين عام 1942. توفيت في عام 1944 بسبب السرطان بسبب التعرض للإشعاع. وفقًا لبعض المصادر، دفنت في مقبرة بيلو في بوخارست، على الرغم من اختلاف المصادر الأخرى حول هذه النقطة.

## روابط خارجية
- الذكرى 140 لميلاد Ștefania Mărăcineanu في Google Doodle .